# Primštal
Primštal je naselje v občini Trebnje.
Primštal je gručasto naselje sredi gozda na terasi, severovzhodno od Trebnjega. Hiše obdajajo sadovnjaki, za njimi so na vzhodni strani proti Rodinam, obdelovalne površine, v širši okolici (Listnica, Imendol, Vrtače) mešani gozdovi s prevlado listavcev, V dolu, Zabrdjevcu in pod Medvedjim selom pa mokrotni travniki. V bližini je več izvirov, največji med njimi je Vrtače, kjer so v preteklosti prali perilo, severozahodno od vasi pa je pod nizkim razvodnim hrbtom med Mirno in Temenico, kraška jama Zijavnica iz katere teče stalen potok. Po imenu sodeč naj bi bil Primštal (Grünes Tal), nemška naselbina iz 14. stoletja.